# 駿東広域農道
駿東広域農道（すんとうこういきのうどう）は、静岡県裾野市から駿東郡小山町に至る広域農道（広域営農団地農道）である。

## 概要
大きく分けて、裾野市を中心とする区間、御殿場市を中心とする区間、小山町を中心とする区間に分かれている。便宜上それぞれ、「裾野市区間」「御殿場市区間」「小山町区間」と分けて解説する。

## 裾野市区間
- 起点：静岡県裾野市伊豆島田
- 終点：静岡県裾野市深良(静岡県道337号仙石原新田線交点）
- 路線延長：-- km
- 車線数：2車線
- 道路指定：裾野市道1-4号線

### 概要
- 国道246号や静岡県道394号沼津小山線、静岡県道21号三島裾野線のバイパスとしての機能を併せ持つほか、南側は市街地を通ることもあり、交通量は比較的多い。

### 接続する道路
- 静岡県道21号三島裾野線
- 静岡県道337号仙石原新田線

## 御殿場市区間
- 起点：静岡県御殿場市神山
- 終点：静岡県御殿場市東田中(市道御東原循環線交点）
- 路線延長：-- km
- 車線数：2車線
- 道路指定：御殿場市道
- 別名：沼田ロマンチック街道

### 概要
- 沿線に施設や民家は少なく、神山平一丁目交差点から終点までの約6.4 kmは、信号が全くない快走路である。このこともあり、国道246号や静岡県道394号沼津小山線のバイパスとしての利用もあり、裾野市区間と同様に交通量が多い。
- 終点は東名高速道路御殿場インターチェンジが近い。
- 裾野市区間と御殿場市区間を繋ぐ構想(神山深良線)もある[1]。
- 沿線には御殿場高原時之栖があり、行楽期には渋滞することがある。

## 小山町区間
- 起点：静岡県御殿場市深沢
- 終点：静岡県駿東郡小山町桑木
- 路線延長：-- km
- 車線数：2車線
- 道路指定：御殿場市道、小山町道
- 開通年月：1986年3月20日[2]

### 概要
- かつては裾野市区間や御殿場市区間とは違って閑散とした道路であったが、2000年に御殿場プレミアム・アウトレットが開業し、駐車場が当道路と接続された後は、土日祝日を中心に、特にアウトレットからの帰りの車で渋滞することがある。